# Amazonino Mendes
Amazonino Armando Mendes (Eirunepé, Amazonas, 16 de noviembre de 1939-12 de febrero de 2023)fue un abogado y político brasileño, afiliado al partido Ciudadanía en sus últimos años de vida.

## Biografía
Es hijo de Armando de Souza Mendes e Francisca Gomes Mendes. Estudió derecho en la Universidad Federal del Amazonas. Estaba casado con Tarcila Prado de Negreiros Mendes, recientemente fallecida, con la que tiene tres hijos.
Trabajó en el departamento de Carreteras del estado de Amazonas entre las décadas de 1970 y 1980.
Comenzó su carrera política como alcalde de Manaos entre 1983 y 1986, cargo que dejó para presentarse a gobernador del estado de Amazonas.
Durante la campaña por las elecciones del estado de Amazonas de 1986 hizo apología del delito ambiental ya que prometió dar una motosierra a cada caboclo del interior del estado. El IBDF (actual IBAMA) lo amenazó con denunciarlo y él se retractó. Llegó a distribuir 2000 motosierras a los electores, que finalmente fueron vendidas a madereros a precios irrisorios. Finalmente consiguió ser elegido gobernador en 1987.
Durante su primer mandato sentó las bases para el crecimiento del festival folclórico de Parintins ya que construyó, en 1988, el centro cultural y deportivo Amazonino Mendes con capacidad para 35000 personas; continuó con las obras de urbanización de diversos barrios de la capital (Manaos); restauró el teatro Amazonas y el depósito de agua de Mocó, ambos patrimonio del estado. En el ámbito social, implantó un programa contra el hambre que proporcionaba alimentos básicos a las familias necesitadas.
En 1989 atentó contra la Constitución Federal al disolver la policía civil alegando que estaba "podrida" y "corrupta". Según la constitución es competencia del Congreso Nacional legislar sobre las policías, tanto en lo referido a su extinción como a su unificación, etc. La avalancha de acciones judiciales le obligaron a restaurar el status quo. En 1990, consiguió ser elegido senador de la República, cargo que mantuvo hasta 1992.
En 1993, vuelve a convertirse en alcalde de Manaos, aunque sólo durante un año ya que lo deja en 1994 para volverse a presentar a gobernador de Amazonas.
Durante su segunda etapa como gobernador sentó las bases para la revitalización de la economía en el interior del estado e incentivó la agricultura a gran escala al sur.
En 1996 creó un barrio y un hospital para homenajear a su madre pues ambos llevan su nombre (Francisca Mendes). En 1997, los profesores del estado se manifestaron pidiendo mejores salarios. Amazonino se dirigió personalmente a la manifestación acompañado de la policía militar y dio la orden para que dispersara la manifestación. La operación se saldó con 25 profesores hospitalizados y
presos.
En 1997 fue acusado de ser el cerebro en la compra de votos para la enmienda que permitió la reelección presidencial de Fernando Henrique Cardoso Según los acusadores, habría sobornado con 200 000 a varios diputados federales a cambio de que aprobaran la enmienda.
El 21 de mayo de 1997, la revista Veja comenzó a sacar a la luz ciertas tramas de Amazonino con el artículo: "En la Amazonia gobernada por Orleir Cameil y Amazonino Mendes, poder, negocios y escándalos se mezclan".

Dos veces gobernados, una vez alcalde de Manaos y una vez senador, Amazonino es, a sus 57 años, un hombre riquísimo. Su fortuna se estima en 200 millones de reales. Vive en una casa espectacular de las afueras de Manaos, con piscina en cascada y dos lagos artificiales, tiene dos yates y un Learjet, pero su patrimonio es todo un misterio. Casi nada está a su nombre. La casa en la que vive solo, lejos de su mujer y sus tres hijos, pertenece al empresario Otávio Raman. Cuando Amazonino comenzó su carrera política, hace 15 años, Raman era pobre y trabajaba como camionero. Hoy es un empresario de los más ricos del estado de Amazonas, dueño de dos de las mayores    
contratistas del estado, la Capa y la Exata. Amazonino fue el blanco de una denuncia de la Fiscalía por vivir en la casa del empresario pero se defendió diciendo que pagaba un alquiler de 2000 reales mensuales - cantidad ínfima si se considera lo confortable de la residencia. A Amazonino le gusta alardear de su fortuna. El último de sus juguetes es un avión Learjet. El gobernador lo compró y enseguida lo alquiler a la empresa Lider Taxi Aéreo, que a su vez lo alquiló al gobierno de Amazonas. Hoy, el avión sirve exclusivamente al gobernador de Amazonas. A cambio, el gobierno del estado que preside Amazonino, paga a la empresa de aviación 230.000 dólares al mes, cantidad que incluye el alojamiento permanente de los tres tripulantes del avión en el hotel Tropical, el más caro de Manaos.
Revista Veja 21/05/1997

El 4 de junio de 1997, la revista Veja publicó "Pororoca de escándalos". En el artículo, la revista lanza acusaciones contra el entonces gobernador, tales como la de ser el verdadero propietario de la constructora Econcel y de estar relacionado con el asesinato del empresario Samek Rosenski, dueño de la fábrica de relojes Cosmos, asesinado en São Paulo. La denuncia fue hecha por un empresario de Manaos, Fernando Bomfim. Este confesó haber trabajado como testaferro de Amazonino y dice tener pruebas para sostener lo que dice. El 17 de marzo de 1997, Bomfim grabó una conversación con Armando, el hijo del gobernador. En la reunión, que duró dos horas, se habla sin rodeos sobre el cambio de los testaferros en la empresa.

Rica en detalles, la cinta muestra que el padre y el hijo tiene una relación de disputa en familia, tanto que, en un momento dado, Armando, de 32 años, cuenta que habló con el padre sólo para hacer desaparecer la sospecha de le estaba robando. Armando también habla de un asunto escabroso, la muerte del empresario Samek Rosenski, propietario de la fábrica de relojes Cosmos, asesinado en São Paulo de un disparo en la cabeza cuando su coche estaba parado en un cruce. Después de decir que Rosenski le perjudicó en un negocio, Armando revela detalles de su muerte. Cuenta que supo lo del asesinato de Rosenki cuando estaba de viaje en Viena y cuenta una novedad sobre el asesinato: un guardaespaldas suyo en São Paulo fue la primera persona que encontró el cuerpo. Al saber que había muerto, un socio que lo acompañaba en la viaje se puso tan contento que lo celebró con champán. En medio de la conversación y en tono poco angelical, Bomfim llegó a comentar que: "ese hijo de puta se mereció la bala en la cabeza"
Revista Veja 04/06/1997

Las acusaciones vertidas por la revista llevaron a un proceso que está, a día de hoy, sigue en los tribunales.

En el caso de que la denuncia sea comprobada, Amazonino Mendes tendrá asegurado un lugar innovador en la historia de la corrupción brasileña. No es el típico político que en concursos fraudulentos beneficia a contratas a cambio de recibir una comisión: el gobernador hace obras públicas en beneficio propio, sin intermediarios.
Revista Veja 04/06/1997

El 6 de agosto de ese mismo año, la revista Isto é pública el artículo "Faroeste Amazônico" donde acusa a Amazonino de tener relaciones con el narcotráfico de la región norte de Brasil

Quien lo dirige todo es Amazonino. Hoy la Marmud Cameli está haciendo obras en la carretera BR-174 y construye puertos en el Amazonas. Por otro lado, empresas como Kapa, Enpa y Econcel hacen obras en las BR-317 y BR-364, en Acre. Enconcel es la empresa cuyo supuesto propietario, Fernando Bomfim, dice que el verdadero propietario es Amazonino e incluso ha presentado  cintas en las que el hijo del gobernador lo admite. Otávio Raman, propietario de Kapa, alquila a Amzonino la mansión donde este vive, por 7000 reales mensuales, cuando se sabe que el salario del gobernador es de 6000.
Guilherme Duque Estrada a Revista Isto É 06/08/1997

A pesar de todos los escándalos, vuelve a ser reelegido gobernador en 1998.
En 2001, su mansión de 2500 metros cuadrados valorada en más de 1,3 millones de reales es la protagonista de los titulares de diversos periódicos y revistas de Brasil.
Ese mismo año su gobierno patrocinó el festival Ecosystem 1.0 en Manaos. El lugar elegido para este festival fue una cantera abandonada rodeada por la selva amazónica por donde pasaron 45000 personas durante cuatro días de fiesta, bajo la supervisión de Greenpeace y con DJ brasileños y extranjeros. No obstante, este festival inmediatamente se convirtió en un escándalo político ya que el gobierno del estado fue acusado de haber gastado 3,6 millones de reales en la fiesta y sin licitación alguna. Además, uno de los promotores fue el hijo del entonces gobernador Amazonino Mendes.
En las elecciones a la alcaldía de Manaos de 2004 es derrotado por Serafim Corrêa del PSB al recibir el 48,32% de los votos válidos, y en 2006, intentó ser reelegido como gobernador de Amazonas por el PFL pero resultó perdedor frente al gobernador Eduardo Braga que recibió un 50,63% en la primera vuelta.
Su candidatura a la alcaldía de Manaos en 2008 por el PTB fue criticada por instituciones como el Colegio de Abogados de Brasil (OAB) y la Fiscalía del estado de Amazonas debido a que estaba imputado por delitos contra la ley de licitaciones, delitos contra el sistema financiero nacional y delitos contra el orden tributario. según la acción penal n.º 2007.32.00.007742-0, 2ª Vara da Justiça Federal.
Otro de las críticas a su candidatura fue la referente a la imposibilidad de cumplir ciertas promesas electorales como la creación de mil guarderías o la distribución de Internet gratuito para la población sin recurso de la zona oriental de Manaos.
Lideró la primera vuelta con 402.717 votos (46,21%), mientras que Serafim Corrêa (PSB), candidato a la reelección, obtuvo 200.423 (23%). Omar Aziz (PMN) terminó en tercer lugar, con 153.071 (17,56%), y Praciano del PT, en cuarto, con 111.536 (12,80%). Venció en la segunda ronda derrotando a Serafim Corrêa, con el 57,13% de los votos.
El 27 de noviembre fue casado por la jueza Maria Eunice Torres do Nascimento junto con el diputado federal Carlos Souza del PP. Ambos fueron juzgados por  delitos de captación ilícita de sufragio debido a la distribución aleatoria del vale-combustible y distribución de propaganda electoral. Al parecer, la magistrada condenó también a Amazonino a y Souza al pago de una multa individual por valor de 92000 reales. El motivo de la casación fue la incautación por parte de la policía federal de 419 vales de combustible con la inscripción "Elecciones 2008 - Amazonino Mendes" que estaban con el gerente de un puesto de gasolina el día 4 de octubre. Un DVD con imágenes de varios coches que repostaban mientras se les colocaba un adhesivo del entonces candidato a alcalde y facturas rasgadas fueron entregadas por los adversarios al Tribunal Regional Electoral (TRE).
Los abogados del candidato recurrieron la decisión de la jueza y el día 16 de diciembre, por decisión preliminar del TRE de Amazonas, el candidato pudo tomar posesión del cargo el 1 de enero.
En noviembre de 2009, el tribunal decidió, por mayoría de votos, acatar el recurso impuesto por el alcalde y mantenerlos en el cargo. La Fiscalía del Estado de Amazonas recurrió esa decisión.
El inicio de su nuevo mandato como alcalde fue agitado debido a la acusación de que su número 2 Carlos Souza y su hermano estarían implicados en delitos de narcotráfico, formación de bandas delictivas y asesinato.
En 2017 fue elegido gobernador de Amazonas con el PDT tras las elecciones suplementarias del mismo año tras la vacancia del gobernador Jose Melo y su vicegobernador Henrique Oliveira, pero en 2018 perdió la reelección del mismo año ante Wilson Lima, en 2020 se postula para la alcaldía de Manaos por Podemos perdiendo ante David Almeida de Avante y en 2022 vuelve a postular a la gobernatura de Amazonas por Ciudadanía quedando en tercer lugar.
| Predecesor: Serafim Corrêa | Alcalde de Manaos 2009-2013 | Sucesor: Arthur Virgílio Neto |

| Predecesor: Gilberto Mestrinho     | Gobernador del estado de Amazonas 1987-1990 | Sucesor: Vivaldo Barros Frota |
| Predecesor: Gilberto Mestrinho     | Gobernador del estado de Amazonas 1995-2003 | Sucesor: Eduardo Braga        |
| Predecesor: David Almeida Interino | Gobernador del estado de Amazonas 2017-2018 | Sucesor: Wilson Lima          |